# Houchtchyntsi
Houchtchyntsi (en ukrainien : Гущинці) est un village situé dans le raïon de Khmilnyk, lui même situé dans l’oblast de Vinnytsia, en Ukraine

## Histoire

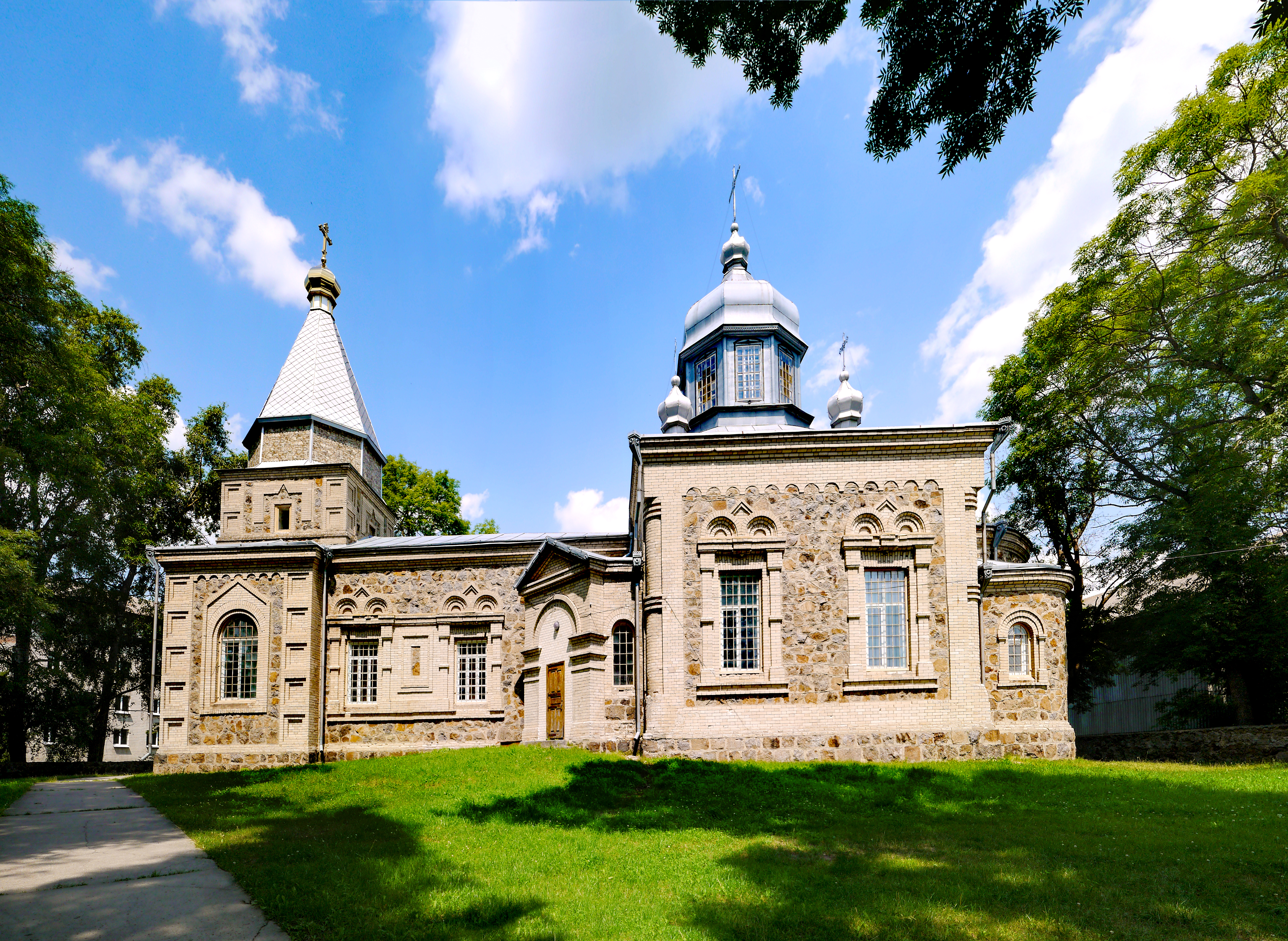
Église de l'Assomption de la Sainte Vierge classée.

Le 6 juin 1944, le secrétaire du raïon de Kalynivka rapport que des bandes nationalistes de quatre-vingts à cent personnes apparaissent armées de mitrailleuses dans le selsoviet de Houchtchyntsi, et détroussent les kolkhozniks et blessent le président du kolkhoze. Quatre villageois sont emmenés dans les bois puis portés disparus.

## Hydrographie
Le village est traversé par une rivière nommée Postolova.

## Démographie
En mars 2022, le village compte environ 400 habitants.